# Borboroides musica
Borboroides musica är en tvåvingeart som beskrevs av Mcalpine 2007. Borboroides musica ingår i släktet Borboroides och familjen myllflugor. Inga underarter finns listade i Catalogue of Life.